# Oi! Młodzież
Oi! Młodzież je první album streetpunkové kapely The Analogs, vydané v roce 1996 u labelu Rock'n'roller na kazetě a v reedici z roku 2000 jako split album The Analogs - Oi! Młodzież / Ramzes & The Hooligans - Mechaniczna Pomarańcza . Album obsahuje cover písně slavné britské skupiny The Clash ("Guns of Brixton") a cover na píseň skupiny Cock Sparrer ("Get a rope", zde s názvem "He, he, he").

## Seznam skladeb
1. Nasze Ciała (3:09)
2. Oi! Młodzież (3:45)
3. Popatrz Na... (3:10)
4. Szczecin (2:15)
5. Te Chłopaki (2:46)
6. Ulica (3:16)
7. He, He, He (2:26) (Cock Sparrer)
8. Tygrys (2:15)
9. Analogs Rules (1:39)
10. Jednoczcie Się I Zwyciężajcie (2:52)
11. Strzelby Z Brixton (3:22) (The Clash)
12. Dzieciaki Atakujące Policję (3:17)
13. Cud (2:09)
14. Kupa (1:21)

## Sestava skupiny
- Dominik "Harcerz" Pyrzyna - zpěv
- Marek "Oreł" Adamowicz - kytara
- Paweł "Piguła" Czekała - baskytara
- Ziemowit "Ziemek" Pawluk - bicí